# Francesco De Cillis
Francesco De Cillis (Bisceglie, 23 giugno 1985) è un giocatore di calcio a 5 italiano.

## Carriera

### Club
Soprannominato "Sheva" per via della somiglianza con il calciatore ucraino, nella sua carriera ha giocato principalmente nelle due società biscegliesi ovvero il Bisceglie Calcio a 5 e l'Olimpiadi (divenuta più tardi Futsal Bisceglie 1990). Nella stagione 2012-13 ha seguito l'allenatore Leopoldo Capurso al Kaos Futsal, mentre in quella successiva si è accasato alla Fuente Lucera con cui ha vinto una Coppa Italia di Serie A2. Dopo aver iniziato la stagione successiva in Serie B con il Futsal Bisceglie 1990 (nuova denominazione dell'Olimpiadi), il 9 dicembre 2014 passa a titolo definitivo alla Salinis in uno scambio di cartellini che coinvolge Nicola Colangelo.

### Nazionale
Pur avendo preso parte a diversi raduni, De Cillis ha giocato solamente due partite con la Nazionale ovvero il doppio incontro amichevole giocato il 18 e 19 ottobre 2011 contro il Portogallo.

## Palmarès
- Coppa Italia di Serie A2: 1

Fuente: 2013-14